# The Lamb (film fra 1918)
The Lamb er en amerikansk stumfilm fra 1918 af Gilbert Pratt.

## Medvirkende
- Harold Lloyd
- Snub Pollard
- Bebe Daniels
- William Blaisdell
- Sammy Brooks
- Billy Fay
- Oscar Larson
- Gus Leonard
- Edith Sinclair
- William Strohbach
- Dorothea Wolbert